# École nationale supérieure de génie industriel
 (décembre 2022).
L’École nationale supérieure de génie industriel (anciennement ENSGI) ou Grenoble INP - Génie industriel depuis septembre 2008, est l'une des 204 écoles d'ingénieurs françaises accréditées au 1er septembre 2020 à délivrer un diplôme d'ingénieur et un des membres de la conférence des grandes écoles.
Elle est membre du groupe Grenoble INP.
Outre sa formation principale d'ingénieurs de génie industriel, l'école abrite une formation d'ingénieurs au management technologique diplômée par Grenoble INP et menée en partenariat avec Grenoble École de management.

## Historique
L’ENSGI a été créée en 1990 sous l'impulsion de l’Institut national polytechnique de Grenoble (INPG), de l’université Pierre-Mendès-France et du Club des Industriels (ensemble de partenaires industriels actifs) dont certains membres siègent au conseil d'administration de l'école.
Dès l'élaboration du projet d'une nouvelle formation en génie industriel, Armand Frémont, recteur de l'académie de Grenoble, Georges Lespinard, Président de l'INPG et Jean Vaujany, Président Directeur Général de Merlin Gerin, ont décidé de créer cette école dans le cadre d'un fort partenariat avec les milieux industriels. C'est ainsi qu'est née l'idée d'un Club des Industriels, partenaires de l'école. Il fut organisé autour d'un groupe fondateur de cinq partenaires, Merlin Gerin, Lyonnaise de Banque, Hewlett-Packard, Bull et Renault.
À la rentrée 2008 avec la refonte de l’INPG, l’ENSGI absorbe une partie de l’École nationale supérieure d'hydraulique et de mécanique de Grenoble et devient alors Grenoble INP - Génie industriel.

## Formation
Génie industriel recrute après les Classes préparatoires aux Grandes Écoles, sur les Concours communs INP (CCINP, ex-CCP), sur la Prépa des INP (ex-CPP) ou sur admission sur titre.
L’école apporte la compréhension de situations industrielles concrètes, la conduite de projets pour développer une approche globale de la performance dans les domaines suivants :
- Conception, mise en œuvre et amélioration du processus industriel ;
- Conception, fabrication des produits et industrialisation de la production ;
- Maîtrise et gestion des processus industriels (production, achats, qualité...) dans un environnement concurrentiel ;
- Mise en place de systèmes d’information industriels en développant :
  - Des qualités de communication, de synthèse, et de créativité, le sens de l’organisation, l’aptitude à mener des projets dans un environnement international et multiculturel,
  - La maîtrise des liens entre la production et les autres domaines de l’entreprise (la conception, l’organisation, les achats, le marketing, l’approche par les coûts, la rentabilité, les analyses financières et stratégiques).

En 1re année, l’élève-ingénieur assimile les fondamentaux du génie industriel et découvre l’entreprise, son organisation et sa technologie.
Deux options de spécialisations existent à partir de la 2e année :
- Ingénierie des produits (IDP), filière commune avec l'Ense3 ;
- Ingénierie de la chaîne logistique (ICL).

En 3e année, l’étudiant choisit les cours qui préparent son projet professionnel et mène son projet de fin d’études en entreprise. Il peut aussi opter pour un double diplôme dans une université partenaire (IAE, Sciences Po Grenoble, international...) ou un semestre d'échange à l'international.
L'école propose également une 3e filière Ingénierie de la performance industrielle durable (IPID) en alternance. La filière, qui recrute sur titre, dure 3 ans et s'intègre à partir de la 1ère année d'école.
Au cours de l’année 2018-2019 Génie industriel accueille 670 élèves dont 515 élèves ingénieurs auxquels il faut ajouter 80 étudiants internationaux en échange. L'école a donné 154 diplômes d'ingénieur en 2019, dont 21 à des étrangers.
L'Ecole s'étale sur 5144 m2. La Commission des titres d'ingénieur estime en 2015 que « Les locaux sont bien entretenus. Les plateformes technologiques, notamment GI-Nova, sont bien équipées. Elles permettent la réalisation de prototypes. ». D'importants travaux effectués en 2020 et 2021 ont permis de rénover 3000 m² de bâtiments notamment l'amphithéâtre Barbillion - amphi historique de Grenoble INP - et les plateformes technologiques de l'école. Ces dernières ont été "modernisées, voire agrandies". Une nouvelle plateforme destinée à la "Gestion des opérations" a également été créée,.

## Recrutement
L'école recrute en 1ère année :
- sur banque d'épreuves au Concours Commun INP (78 places pour les filières MP, MPI, PC et PSI, 12 places pour la filière PT, et 2 places pour la filière TSI)
- en admission sur titres après un IUT, une L2 ou L3, un BTS, BTS+prépa ATS, un M1 (24 places en statut apprenti et 5 places en statut étudiant)
- après 2 ans en Prépa des INP (23 places)

## International
Les étudiants de Génie industriel peuvent partir pour étudier à l'étranger en échange ou en double diplôme dans une université partenaire. Ils peuvent également effectuer un ou plusieurs stages à l'international. Tout élève de l'école en cycle ingénieur sous statut étudiant doit valider une expérience à l'international d'au moins 17 semaines pour être diplômé.
L'école est membre du réseau CLUSTER qui comprend douze universités européennes de sciences et de technologie de premier plan. Ce réseau permet des échanges et des coopérations de grande qualité en enseignement et en recherche.
Au total, l'école compte :
- 32 universités partenaires en Europe dans 17 pays différents
- 6 universités partenaires en Amérique du Nord (Canada et États-Unis)
- 14 universités partenaires en Amérique centrale et latine (Brésil, Chili, Colombie et Mexique)
- 1 université partenaire en Afrique (Cameroun)
- 6 universités partenaires en Asie (Chine, Corée du Sud, Inde, Japon, Singapour) et 3 en Océanie (Australie)

## Recherche
Laboratoires principaux :
- G-SCOP, Sciences pour la Conception, l'Optimisation et la Production de Grenoble
- GAEL, Laboratoire d'économie appliquée de Grenoble
- PACTE, Politique publiques, action politique, territoires
- CERAG, Centre d'études et recherche appliquées à la gestion
- CREG, centre de recherche en économie de Grenoble

## Classements
Classements nationaux :
| Nom              | 2019 (Rang) | 2020 (Rang) | 2023 (Rang) |
| ---------------- | ----------- | ----------- | ----------- |
| L’Étudiant       |             | 43          | 25          |
| L’Usine Nouvelle | 64          | 44          |             |
| Daur Rankings    | 36          | 43          |             |

## Vie étudiante
La vie étudiante est assurée par un Bureau des étudiants (BDE), appelé Cercle des élèves. Il gère des affaires intra et extra-scolaires telles que des soirées à thèmes, l'accueil des nouveaux élèves, la supervision des autres associations de l'école, la plaquette d'admissibilité (plaquette alpha) et crée le lien entre l'administration et les élèves.
Il est épaulé par le Bureau des sports (BDS) pour les activités sportives, le Bureau des arts (BDA) et le Bureau des Loosers (BDL).
Le cercle des élèves (BDE), le BDS et le BDL sont élus chaque année par les étudiants, lors d'une campagne qui a lieu entre février et mars. Une partie des élèves de première année se répartit alors en différentes listes étudiantes concurrentes qui organisent des événements afin de remporter les votes des élèves.

## Anciens élèves
Cette section ne s'appuie pas, ou pas assez, sur des sources secondaires ou tertiaires indépendantes du sujet. Le texte peut contenir des analyses inexactes ou inédites de sources primaires.
Pour l'améliorer, ajoutez-en, ou placez des modèles {{Source secondaire souhaitée}} ou {{Source secondaire nécessaire}} sur les passages mal sourcés. (décembre 2022)
Il y a aujourd'hui[Quand ?] 2 514 diplômés de Grenoble INP - Génie Industriel en activité partout dans le monde.
Parmi les anciens élèves figurent :
- Éric Piolle, maire de Grenoble, ancien cadre dirigeant chez Hewlett-Packard France.
- Romain Heinrich, membre de l'équipe de France de bobsleigh.